# De Creeft

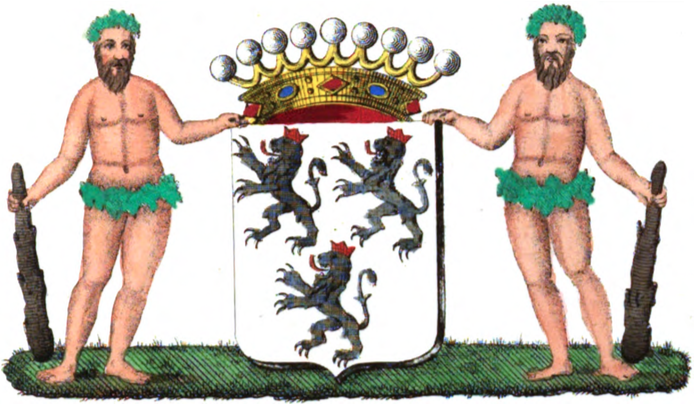
Wapen van de familie de Creeft

De Creeft is een Belgische adellijke familie.

## Geschiedenis
- In 1778 werd door de Hoge Raad van het prinsbisdom Luik een attest van oude adel afgeleverd aan ridder de Creeft uit Sint-Truiden.
- In 1787 werd eenzelfde attest afgeleverd aan Auguste de Creeft (zie hierna).

## Genealogie
- Nicolas-Bonaventure de Creeft (1723-1793), x barones Isabelle de Heusch (1738-1810)
  - Auguste de Creeft (zie hierna)
  - Ferdinand de Creeft, officier in het regiment Salm-Salm, vervolgens officier in Franse en Britse dienst, x Charlotte Renaud
    - Charles de Creeft (zie hierna)

  - Jean-Louis de Creeft (zie hierna)

## Auguste de Creeft
- Auguste Joseph Adrien Bonaventure de Creeft (Sint-Truiden, 22 april 1786 - 7 november 1835), was een zoon van Nicolas-Bonaventure, kapitein in Franse dienst, pleitbezorger in Sint-Truiden, en Isabelle De Heusch. In 1822 werd hij onder het Verenigd Koninkrijk der Nederlanden erkend in de erfelijke adel. Hij trouwde in 1799 met Marie-Christiane Louise Ulens (1773-1839), dochter van Jean-Henri Ulens, burgemeester van Sint-Truiden. Ze hadden zeven kinderen.
  - Jean-Bonaventure de Creeft (1808-1869), gemeenteraadslid van Sint-Truiden, x Caroline Boux (1817-1885). Ze hadden vijf kinderen.
    - Hubert-Adrien de Creeft (1850-1917), schepen van Kerkom, bestendig afgevaardigde voor de provincie Limburg, x Berthe del Marmol (1854-1944). Ze hadden een enige dochter. Het overlijden van Hubert-Adrien betekende dan ook de uitdoving van deze familietak.

## Charles de Creeft
- Laurent Charles de Creeft (Antillen, 1 augustus 1814 - Hasselt, 29 september 1895). Hij was ambtenaar van Bruggen en Wegen en trouwde in Sint-Truiden met zijn nicht Hortense de Creeft (1813-1868). Ze hadden negen kinderen, onder wie vier zoons die voor nazaten zorgden. In 1882 verkreeg Charles erkenning in de erfelijke adel.
  - Ferdinand de Creeft (1847-1891), advocaat-pleitbezorger, x Emilie Hoffman (1853-1883), xx Gerthilde Hermans (1854-1927). Uit het tweede huwelijk sproten drie kinderen, maar zonder verdere afstammelingen.
  - Charles-Guillaume de Creeft (1850-1917), ingenieur, x Marie Snyers (1850-1917), met twee kinderen, zonder verder afstammelingen.
  - Eugène Jean Marie Louis de Creeft (1852-1915), notaris in Peer en Kortenberg, x Augustine Hermans (1861-1938). Ze hadden zeven kinderen.
    - Alfred de Creeft (1888-1954), notaris, schepen van Kortenberg, x Clémentine Remy (1889-1957). Hij kreeg in 1930 de titel ridder, overdraagbaar bij mannelijke eerstgeboorte. Ze hadden vijf dochters en een zoon, Clément de Creeft (1929-2001), die trouwde, maar kinderloos bleef.

  - Léon Joseph Paul de Creeft (1889-1944), majoor bij de artillerie, x Sybille de Weissenbruch (1898-1975). Hij kreeg in 1930 de titel ridder, overdraagbaar bij mannelijke eerstgeboorte.
    - Jehan de Creeft (1926-1995), x Madeleine Cornesse (1926-1999). Ze hadden twee dochters.

  - Paul de Creeft (1858-1912), arts, x Alida Michaelsen (1869-1913).
    - Ferdinand de Creeft (1894-1967), ingenieur, buitengewoon hoogleraar aan de Katholieke Universiteit Leuven, x Elisabeth de Roquemaurel de Taurignan (1898-1989). Ze hadden een zoon en twee dochters.
      - Tristan de Creeft (1929-1978), ambtenaar bij de EEG, x Marianne Felsenhart. Ze hadden drie dochters.

## Jean-Louis de Creeft
- Jean Louis Charles de Creeft (Sint-Truiden, 28 november 1773 - 21 januari 1856), x Anne Van den Abeele (1780-1836). Ze hadden vijf kinderen. In 1822 werd hij erkend in de erfelijke adel.
  - Florent de Creeft (1810-1904), x Euphrasine Conincx (1845-1923). Ze hadden twee dochters.

De meeste takken van de familie De Creeft zijn in mannelijke lijnen uitgedoofd. Een complete uitdoving ligt in het verschiet.